# Lymnodytes lividus
"Limnodytes" lividus
Espèce
Limnodytes lividus est une espèce d'amphibiens de la famille des Ranidae dont la position taxonomique est incertaine (incertae sedis).

## Répartition
Cette espèce a été découverte au Sri Lanka.

## Publication originale
- Blyth, 1855 "1854" : Notices and descriptions of various reptiles, new or little known. Journal of the Asiatic Society of Bengal, vol. 23, p. 287-302 (texte intégral).